# パンキル湾
パンキル湾（パンキルわん、Panquil Bay）はフィリピン南部のミンダナオ島にある湾。島の北部にあるイリガン湾の一部をなす。イリガン湾からさらに南西に切り込んでおり、島本土と島西部のサンボアンガ半島との天然の境界をなしている。またミサミス・オクシデンタル州とラナオ・デル・ノルテ州の境界にもなっており、湾の最奥部はサンボアンガ・デル・スル州に属している。湾岸の重要な街はオザミス、タングブ、およびラナオ・デル・ノルテ州州都トゥボッドである。
座標: 北緯8度02分 東経123度44分 / 北緯8.033度 東経123.733度